# Craig Monk
Craig John Monk (Stratford, 23 de mayo de 1967) es un deportista neozelandés que compitió en vela en las clases Finn y Star.
Participó en dos Juegos Olímpicos de Verano, en los años 1992 y 1996, obteniendo una medalla de bronce en Barcelona 1992, en la clase Finn. Ganó una medalla de plata en el Campeonato Mundial de Star de 2009.
Disputó cinco ediciones de la Copa América. En 1995 y en 2000 ganó con el Team New Zealand, en 2003 participó con el One World, en 2007 con el Oracle Racing y en 2013 con el Artemis.

## Palmarés internacional
| Juegos Olímpicos | Juegos Olímpicos   | Juegos Olímpicos  | Juegos Olímpicos |
| Año              | Lugar              | Medalla           | Clase            |
| ---------------- | ------------------ | ----------------- | ---------------- |
| 1992             | Barcelona (España) | Medalla de bronce | Finn             |

| Campeonato Mundial | Campeonato Mundial | Campeonato Mundial | Campeonato Mundial |
| Año                | Lugar              | Medalla            | Clase              |
| ------------------ | ------------------ | ------------------ | ------------------ |
| 2009               | Varberg (Suecia)   | Medalla de plata   | Star               |